# پاتریک داسومساو
پاتریک داسومساو (انگلیسی: Patrick d'Assumçao؛ زادهٔ ۱ ژوئن ۱۹۵۹) بازیگر اهل کشور فرانسه است. وی از سال ۱۹۹۱ میلادی تاکنون مشغول فعالیت بوده‌است.
از فیلم‌ها یا برنامه‌های تلویزیونی که وی در آن نقش داشته‌است می‌توان به خاطرات یک خدمتکار، غریبه کنار دریاچه اشاره کرد.